# Sorbus pseudovilmorinii
Sorbus pseudovilmorinii är en rosväxtart som beskrevs av Mcall.. Sorbus pseudovilmorinii ingår i släktet oxlar, och familjen rosväxter. Inga underarter finns listade i Catalogue of Life.